# 纳罗斯德马塔莱埃瓜
纳罗斯德马塔莱埃瓜，是西班牙卡斯蒂利亚-莱昂萨拉曼卡省的一个市镇。 总面积74平方公里，总人口269人（2001年），人口密度4人/平方公里。